# Krtek východoamerický
Krtek východoamerický (Scalopus aquaticus) je jeden z hojnějších amerických krtků.

## Popis
Je černě, šedě nebo hnědě zbarvený, má lysý ocas a mimořádně široké přední tlapky.
- Délka těla obvykle 16 cm
- Hmotnost: okolo 75 g

Navzdory latinskému názvu a plovacím blánám mezi prsty zadních nohou není zvířetem vodním, naopak žádá suchou, lehkou, až písčitou půdu. Nory si hrabe těsně pod povrchem a krtiny vyhrnuje méně často než jiné druhy krtků.